# Bougon
Bougon ist eine französische Gemeinde mit 170 Einwohnern (Stand 1. Januar 2022) im Département Deux-Sèvres in der Region Nouvelle-Aquitaine (vor 2016 Poitou-Charentes). Sie gehört zum Arrondissement Niort und zum Kanton Celles-sur-Belle. Die Einwohner werden Bougonnais genannt.

## Geographie
Bougon liegt etwa 42 Kilometer südwestlich von Poitiers. Umgeben wird Bougon von den Nachbargemeinden Pamproux im Norden, Avon im Osten, Exoudun im Süden, La Mothe-Saint-Héray im Westen sowie Salles im Westen und Nordwesten.

## Bevölkerungsentwicklung
| Jahr                       | 1962 | 1968 | 1975 | 1982 | 1990 | 1999 | 2006 | 2019 |
| Einwohner                  | 310  | 327  | 255  | 238  | 209  | 206  | 201  | 176  |
| Quellen: Cassini und INSEE |      |      |      |      |      |      |      |      |

## Sehenswürdigkeiten
- Nekropole von Bougon mit Museum
- Kirche Saint-Pierre

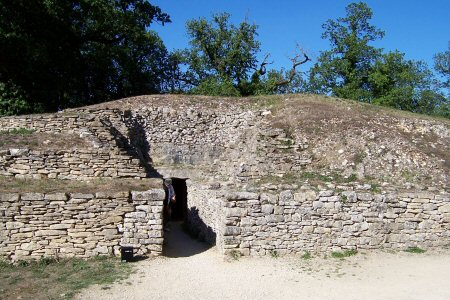
Tumulus
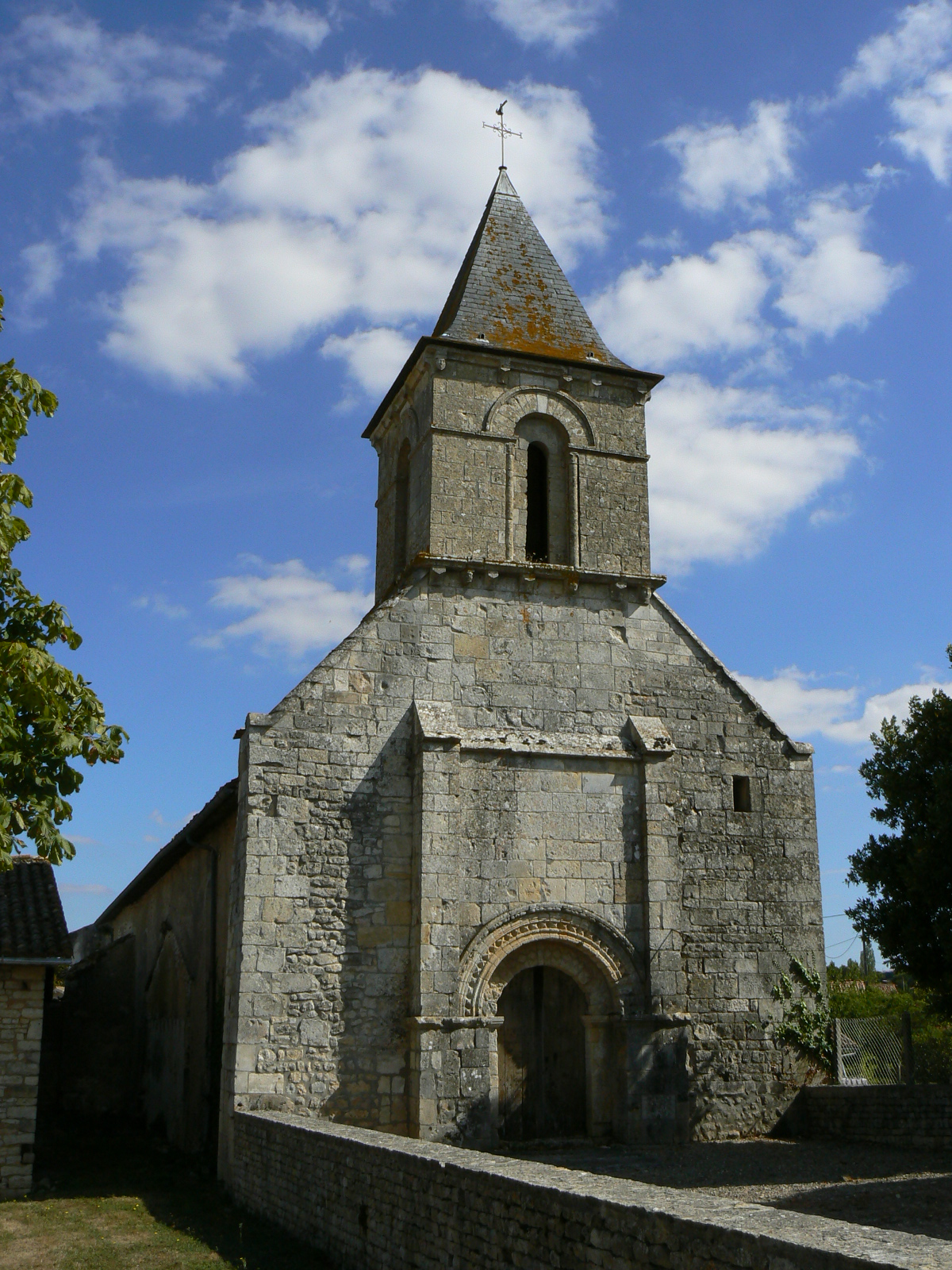
Kirche Saint-Pierre